# Zalando
Zalando (ザランド)は、ヨーロッパ地域を対象に、ファッションおよびライフスタイル関連商品を取り扱うウェブサイトおよびアプリ。ドイツ・ベルリンに本社を置くZalando SE（FWB: ZAL）が運営している。

## 沿革

ザランドのサービス展開地域 (2022)

ドイツのビジネススクールWHU Otto Beisheim Graduate School of Managementの同窓であったデイビット・シュナイダーとロバート・ゲンツは、ドイツのベンチャーキャピタルのロケット・インターネット（Rocket Internet）から7万ドルの資金提供を受け、2008年6月にサンダルを扱うfliptops.deを試験的に運営したのち、同年10月、靴を中心とする本格的な通販サイトとしてザランドを開設した。
翌年ロケット・インターネットから700万ドルの追加出資を得て、アパレルに取扱商品を広げると共に、配送無料と最大100日間の返品保証を看板に好評を博すると、テレビコマーシャルの展開により知名度の向上を図り、2010年にマッキンゼー・アンド・カンパニーに勤務していたルビン・リッターが経営に参加した。アメリカ合衆国で類似のサービスを提供する先行のZappos.comのシステムに学び、そのノウハウを吸収するとともに、各国毎に異なる諸規制、および多言語対応の課題をクリアする形で、ヨーロッパ各国にサービスを拡大した。返品率が会社の利益を圧迫するとプライベートブランドの開発による利益率の向上を図り、2014年10月、フランクフルト証券取引所に株式を上場した。
株式上場と共にスウェーデンの投資会社キンネビックがロケット・インターネットに代わってザランドの最大株主となり、2020年時点で約2割の株式を保有している。ヨーロッパ各国にオフィスおよびフルフィルメントセンター（物流拠点）を持つほか、アメリカ合衆国と中国に子会社を持つ。
2018年7月、古着専門のフリマアプリZalando Zircle（リリース当初の名称はZalando Wardrobe）のサービスを開始した。

## アウトレットストア
2018年8月にベルリンでのオープンを皮切りに、ドイツ国内10都市でアウトレットストアを運営している。